# Keep Me Fed
| Recensione           | Giudizio |
| -------------------- | -------- |
| The Line of Best Fit | 7/10     |
| Classic Rock         | [ 3 ]    |
| SpazioRock           | [ 4 ]    |

Keep Me Fed è il quarto album in studio del gruppo musicale messicano The Warning, pubblicato il 28 giugno 2024 dalla Lava - Republic Records.

## Il disco
l'album è stato scelto per la 19ª posizione nella lista The 50 best albums of 2024 della rivista Kerrang! e la 11ª posizione nella lista Top 24 Albums Of 2024 della rivista Rock Sound.
Sei singoli sono stati pubblicati prima dell'uscita dell'album. Il primo More si è classificato al 36º posto nella classifica Billboard Mainstream Rock Airplay. Il secondo S!CK ha raggiunto l'8º posto nella stessa Billboard Mainstream Rock Airplay.
Il brano Qué Más Quieres è stato nominato ai Latin Grammy Awards per la categoria Miglior canzone rock.

Il significato della copertina dell'album è stato spiegato dalla batterista Paulina Villarreal:
(Paulina Villarreal Vélez, Hard Force)

## Tracce
Tutti i brani sono stati scritti da Daniela, Paulina, Alejandra Villarreal e Anton Curtis DeLost, gli altri autori sono indicati sotto.
1. Six Feet Deep – 2:59 (Dan Lancaster)
2. S!CK – 3:12
3. Apologize – 3:41
4. Qué Más Quieres – 3:04 (Monica Velez, Shaun Lopez, Kathryn Ostenberg)
5. MORE – 3:07 (Danielle Nicole Rubio)
6. Escapism – 3:36 (Kevin Hissink)
7. Satisfied – 3:09 (Kat Leon, Nick Perez)
8. Burnout – 3:24 (Sam Hollander)
9. Sharks – 3:08 (Mike Elizondo, Sara Davis)
10. Hell You Call A Dream – 2:56 (Dan Lancaster, Matt Squire, Curtis James Peoples)
11. Consume – 3:07 (Mike Elizondo, Laura Veltz)
12. Automatic Sun – 3:10 (Dan Lancaster)

## Formazione
Hanno partecipato alle registrazioni, secondo le note dell'album:
The Warning
- Daniela "Dany" Villarreal– chitarra, voce
- Paulina "Pau" Villarreal – batteria, cori
- Alejandra "Ale" Villarreal – basso, cori

Altri musicisti
- Anton DeLost – chitarra, tastiere, percussioni
- Dan Lancaster – cori (tracce 1 e 12)
- Kevin "Boonn" Hissink – chitarra (traccia 6)

Produzione
- Anton DeLost – produzione, missaggio, ingegneria del suono
- Dan Lancaster – coproduzione (tracce 1, 10 e 12)
- Kevin "Boonn" Hissink – produzione (traccia 6)
- Diego Mejía – assistenza all'ingegneria del suono
- Ted Jensen – mastering
- The Warning – direzione artistica
- Paulina Villarreal – direzione creativa, direzione artistica
- Rudy Joffroy – direzione artistica
- Marco Reynosa – fotografia, direzione artistica

## Classifiche
| Classifica (2024)          | Posizione massima |
| -------------------------- | ----------------- |
| Austria                    | 39                |
| Belgio (Fiandre)           | 122               |
| Belgio (Vallonia)          | 192               |
| Germania                   | 19                |
| Regno Unito (rock & metal) | 1                 |
| Spagna                     | 79                |
| Stati Uniti                | 59                |
| Stati Uniti (alternative)  | 10                |
| Stati Uniti (hard rock)    | 4                 |
| Stati Uniti (rock)         | 12                |
| Svezia (album fisici)      | 15                |
| Svizzera                   | 14                |